# Magnus Bech
Magnus Bech (egentlig Bæch) (født 8. december 1889 i Frederikshavn, død 4. oktober 1940 i København) var en dansk maskinist og fodboldspiller.
Magnus Bech debuterede som 17-årig på B.93's førstehold i oktober 1907 efter afbud fra Ove Palsby og bed sig med det samme fast på holdet.
Han var dermed med til at vinde KBU-mesterskabet 1907/1908 og spillede i alt 20 kampe som angriber/fløjhalf for klubben i perioden 1907-1910.
Magnus Bech blev udtaget til OL-holdet i 1908, hvor han sad på reservebænken i London. Det lykkedes ham aldrig at få nogen landskamp, selvom han var udtaget til landsholdet.